# قس ويكفيلد
قس ويكفيلد (بالإنجليزية: The Vicar of Wakefield)‏ هي رواية للكاتب الايرلندي أوليفر غولدسميث (1728-1774 م). وقد كتبها عامي 1761-1762م ونشرها في عام 1766م. وكانت إحدى أشهر روايات القرن الثامن عشر أكثرها قراءة بين أهل العصر الفيكتوري.

## روابط خارجية
- قس ويكفيلد على موقع الموسوعة البريطانية (الإنجليزية)